# Злобинский, Арон Давидович
Арон Давидович Злобинский (род. 10 января 1936) — известный шашечный мастер и аналитик, автор книг, дебютных монографий, обзорных и теоретических статей.
Арон Злобинский изучал основы игры и совершенствовался под руководством выдающихся шашистов Марата Когана и Исера Купермана. "Шашки пришли в мою жизнь благодаря замечательному тренеру Марату Михайловичу Когану, заразившему редким энтузиазмом - такое не забывается... Он был не только замечательным педагогом, но и неистощимым пропагандистом шашек, настоящим рыцарем 64-х полей."
Злобинский А. Д. инженер-механик. В 1982 году он возглавил республиканскую детско-юношескую шахматно-шашечную школу в городе Баку в Азербайджане. С 1989 года А. Злобинский живёт в США в городе Нью-Йорке. Его статьи печатались в журнале «Шашки» — город Рига, в газете и журнале «64», «Шашечный мир», «Горизонты шашек». В газетах и журналах он вёл шашечные отделы. "Его многолетнее творчество и вклад в развитие теории шашечной игры и, в частности, её дебютной стадии не остались незамеченными". 14 января 2002 года решением Петербургской Академии Шахматно-шашечного Искусства Злобинскому А. Д. присвоено звание Академика.